# Messay Dego
Messay Dego (in ebraico מסאי דגו‎?; Addis Abeba, 15 febbraio 1986) è un allenatore di calcio ed ex calciatore israeliano, di ruolo centrocampista.

## Biografia
È il fratello dell'ex calciatore Baruch Dego.

## Palmarès

### Allenatore

#### Competizioni nazionali
- Supercoppa d'Israele: 1

Maccabi Haifa: 2023